# Línea 321 (Interurbanos Madrid)
La línea 321 de la red de autobuses interurbanos de Madrid une el Hospital del Sureste y Arganda del Rey con Villar del Olmo.

## Características
Esta línea une el Hospital del Sureste y la localidad de Arganda del Rey con el municipio de Villar del Olmo en aproximadamente 1 hora. Además presta servicio a Campo Real, Pozuelo del Rey, Nuevo Baztán y Olmeda de las Fuentes.
Algunas expediciones circulan hasta la Urbanización Monte Acebedo de Nuevo Baztán en lugar de dirigirse a Villar del Olmo.
Siguiendo la numeración de líneas del CRTM, las líneas que circulan por el corredor 3 son aquellas que dan servicio a los municipios situados en torno a la A-3 y comienzan con un 3.
La línea mantiene los mismos horarios todo el año (exceptuando las vísperas de festivo y festivos de Navidad).
Está operada por la empresa ALSA mediante la concesión administrativa VCM-302 - Madrid – Arganda del Rey – Villar del Olmo – Ambite – Driebes (Viajeros Comunidad de Madrid) del Consorcio Regional de Transportes de Madrid.

### Sublíneas
Aquí se recogen todas las distintas sublíneas que ha tenido la línea 321. La denominación de sublíneas que utiliza el CRTM es la siguiente:
- Número de línea (321)
- Sentido de circulación (1 ida, 2 vuelta)
- Número de sublínea

Por ejemplo, la sublínea 321101 corresponde a la línea 321, sentido 1 (ida) y el número 01 de numeración de sublíneas creadas hasta la fecha.
| Ida    | Ruta | Itinerario                          | Vuelta | Ruta | Itinerario                          |
| ------ | ---- | ----------------------------------- | ------ | ---- | ----------------------------------- |
| 321101 | -    | Arganda - Villar del Olmo           | 321201 | -    | Villar del Olmo - Arganda           |
| 321102 | m    | Arganda - Urbanización Monteacevedo | 321202 | m    | Urbanización Monteacevedo - Arganda |

## Horarios
Los horarios que no sean cabecera son aproximados.
| Lunes a viernes laborables              |                                   |                                   |                                   |                                   |                                   |                                   |                                   |                                   |                                   |                                   |                                   |                                   |                                   |                                   |                                   |                                   |                                   |
| Arganda del Rey > Villar del Olmo       | Arganda del Rey > Villar del Olmo | Arganda del Rey > Villar del Olmo | Arganda del Rey > Villar del Olmo | Arganda del Rey > Villar del Olmo | Arganda del Rey > Villar del Olmo | Arganda del Rey > Villar del Olmo | Arganda del Rey > Villar del Olmo | Arganda del Rey > Villar del Olmo | Villar del Olmo > Arganda del Rey | Villar del Olmo > Arganda del Rey | Villar del Olmo > Arganda del Rey | Villar del Olmo > Arganda del Rey | Villar del Olmo > Arganda del Rey | Villar del Olmo > Arganda del Rey | Villar del Olmo > Arganda del Rey | Villar del Olmo > Arganda del Rey | Villar del Olmo > Arganda del Rey |
| Arganda del Rey                         | Urb. Los Villares                 | Campo Real                        | Pozuelo del Rey                   | Urb. Eurovillas                   | Nuevo Baztán                      | Urb. Monte Acebedo                | Olmeda de las Fuentes             | Villar del Olmo                   | Villar del Olmo                   | Olmeda de las Fuentes             | Urb. Monte Acebedo                | Nuevo Baztán                      | Urb. Eurovillas                   | Pozuelo del Rey                   | Campo Real                        | Urb. Los Villares                 | Arganda del Rey                   |
| 06:00                                   | 06:03                             | 06:15                             | 06:25                             | 06:35                             | 06:45                             | →                                 | 06:50                             | 07:00                             | 07:00                             | 07:10                             | →                                 | 07:15                             | 07:20                             | 07:35                             | 07:45                             | 07:57                             | 08:00                             |
| 08:15                                   | 08:18                             | 08:30                             | 08:40                             | 08:50                             | 09:00                             | →                                 | 09:05                             | 09:15                             | 10:00                             | 10:10                             | →                                 | 10:15                             | 10:20                             | 10:35                             | 10:45                             | 10:57                             | 11:00                             |
| 11:30                                   | 11:33                             | 11:45                             | 11:55                             | 12:05                             | 12:15                             | →                                 | 12:20                             | 12:30                             | 13:00                             | 13:10                             | →                                 | 13:15                             | 13:20                             | 13:35                             | 13:45                             | 13:57                             | 14:00                             |
| 14:25                                   | 14:28                             | 14:40                             | 14:50                             | 15:00                             | 15:10                             | →                                 | 15:15                             | 15:25                             | 16:00                             | 16:10                             | →                                 | 16:15                             | 16:20                             | 16:35                             | 16:45                             | 16:57                             | 17:00                             |
| 17:15                                   | 17:18                             | 17:30                             | 17:40                             | 17:50                             | 18:00                             | →                                 | 18:05                             | 18:15                             | 18:30                             | 18:40                             | →                                 | 18:45                             | 18:50                             | 19:05                             | 19:15                             | 19:27                             | 19:30                             |
| 20:00                                   | 20:03                             | 20:15                             | 20:25                             | 20:35                             | 20:45                             | →                                 | 20:50                             | 21:00                             | 21:15                             | 21:25                             | →                                 | 21:30                             | 21:35                             | 21:50                             | 22:00                             | 22:12                             | 22:15                             |
| 21:00                                   | 21:03                             | 21:15                             | 21:25                             | 21:35                             | 21:45                             | 21:50                             |                                   |                                   | 22:15                             | 22:25                             | →                                 | 22:30                             | 22:35                             | 22:50                             | 23:00                             | 23:12                             | 23:15                             |
| Sábados laborables, domingos y festivos |                                   |                                   |                                   |                                   |                                   |                                   |                                   |                                   |                                   |                                   |                                   |                                   |                                   |                                   |                                   |                                   |                                   |
| Arganda del Rey > Villar del Olmo       | Arganda del Rey > Villar del Olmo | Arganda del Rey > Villar del Olmo | Arganda del Rey > Villar del Olmo | Arganda del Rey > Villar del Olmo | Arganda del Rey > Villar del Olmo | Arganda del Rey > Villar del Olmo | Arganda del Rey > Villar del Olmo | Arganda del Rey > Villar del Olmo | Villar del Olmo > Arganda del Rey | Villar del Olmo > Arganda del Rey | Villar del Olmo > Arganda del Rey | Villar del Olmo > Arganda del Rey | Villar del Olmo > Arganda del Rey | Villar del Olmo > Arganda del Rey | Villar del Olmo > Arganda del Rey | Villar del Olmo > Arganda del Rey | Villar del Olmo > Arganda del Rey |
| Arganda del Rey                         | Urb. Los Villares                 | Campo Real                        | Pozuelo del Rey                   | Urb. Eurovillas                   | Nuevo Baztán                      | Urb. Monte Acebedo                | Olmeda de las Fuentes             | Villar del Olmo                   | Villar del Olmo                   | Olmeda de las Fuentes             | Urb. Monte Acebedo                | Nuevo Baztán                      | Urb. Eurovillas                   | Pozuelo del Rey                   | Campo Real                        | Urb. Los Villares                 | Arganda del Rey                   |
| 06:45                                   | 06:48                             | 07:00                             | 07:10                             | 07:20                             | 07:35                             | →                                 | 07:40                             | 07:45                             | 10:30                             | 10:40                             | →                                 | 10:45                             | 10:50                             | 11:05                             | 11:15                             | 11:27                             | 11:30                             |
| 11:45                                   | 11:48                             | 12:00                             | 12:10                             | 12:20                             | 12:30                             | →                                 | 12:35                             | 12:45                             | 13:00                             | 13:10                             | →                                 | 13:15                             | 13:20                             | 13:35                             | 13:45                             | 13:57                             | 14:00                             |
| 16:45                                   | 16:48                             | 17:00                             | 17:10                             | 17:20                             | 17:30                             | 17:35                             |                                   |                                   |                                   |                                   | 18:15                             | 18:20                             | 18:25                             | 18:40                             | 18:50                             | 19:02                             | 19:05                             |

1. ↑  Sólo viernes laborales

## Recorrido y paradas

### Sentido Villar del Olmo
La línea comienza en el Hospital del Sureste, tomando posteriormente la Avenida del Ejército y la Carretera de Loeches.
Al terminar el núcleo de Arganda, en la rotonda toma la M-209 hacia Campo Real, previo paso por la Urbanización Montehermoso, continuando así por esta carretera y entrando al municipio de Campo Real. Sale del pueblo por la carretera M-224 hacia Pozuelo del Rey.
A continuación, la línea atraviesa Pozuelo del Rey con 2 paradas en la travesía, saliendo en dirección a Nuevo Baztán por la carretera M-219. Entra en Nuevo Baztán por la Avenida de Atenas (1 parada), que recorre hasta girar a la derecha por la calle de la Comunidad Europea (2 paradas). Abandona esta calle girando a la derecha por la Ronda de Mánchester (1 parada), que recorre hasta la intersección con la Ronda Hispano-Americana, girando a la izquierda para incorporarse a la misma. En la Ronda Hispano-Americana, que recorre hasta el final, tiene 4 paradas más que atienden la urbanización Eurovillas. Al final de la Ronda Hispano-Americana gira a la izquierda por la carretera M-204 en dirección norte, donde tiene 1 parada más en la travesía de Nuevo Baztán antes de desviarse por la carretera M-219 en dirección a Olmeda de las Fuentes.
A continuación, la línea atraviesa Olmeda de las Fuentes con 2 paradas en la calle Mayor y sale en dirección a Villar del Olmo por la carretera M-234. En Villar del Olmo tiene su cabecera en la Plaza de José Antonio.
| Código                                                                                 | Parada                                     | Común con                                   | Conexión con Metro | Municipio             | Zona |
| -------------------------------------------------------------------------------------- | ------------------------------------------ | ------------------------------------------- | ------------------ | --------------------- | ---- |
| 17490                                                                                  | Ronda Sur - Hospital del Sureste           | 313 322 330 350A 350B 350C 2 4              |                    | Arganda del Rey       |      |
| 10622                                                                                  | Av. Ejército - Pol. Ind. San Sebastián     | 313 322 330 4                               |                    | Arganda del Rey       |      |
| 07454                                                                                  | Av. Ejército - Vereda del Melero           | 312 312A 313 322 350A 350B 350C 1           | Arganda del Rey    | Arganda del Rey       |      |
| 07455                                                                                  | Av. Ejército - Pza. Bienvenida             | 312 312A 313 322 350A 350B 350C 1           |                    | Arganda del Rey       |      |
| 07461                                                                                  | Ctra. Loeches - Zoco                       | 312 312A 313 320 322 326 350A 350B 350C 1 2 |                    | Arganda del Rey       |      |
| 10655                                                                                  | Ctra. Loeches - Dr. Escribano Ortiz        | 285 313 320 322 326 350A 350B 350C 1 2      |                    | Arganda del Rey       |      |
| 13014                                                                                  | Av. Valdearganda - Pza. Progreso           | 313 320 1                                   |                    | Arganda del Rey       |      |
| 09750                                                                                  | Av. Alcalá de Henares - Urb. Los Villares  | 313 320 1                                   |                    | Arganda del Rey       |      |
| 09755                                                                                  | Ctra. M-209 - Urb. Montehermoso            | 313 320                                     |                    | Campo Real            |      |
| 09753                                                                                  | Ctra. M-209 - Barrio de la Virgen          | 313 320                                     |                    | Campo Real            |      |
| 09169                                                                                  | Pza. Mayor - Ayuntamiento                  | 313                                         |                    | Campo Real            |      |
| 09168                                                                                  | Gta. San Sebastián - Av. Arganda           | 313 320                                     |                    | Campo Real            |      |
| 18496                                                                                  | Ctra. Villar del Olmo - Piscina Municipal  | 313                                         |                    | Campo Real            |      |
| 09736                                                                                  | Real - Nueva                               | 261                                         |                    | Pozuelo del Rey       |      |
| 19186                                                                                  | Olmo - Acacia                              | 261                                         |                    | Pozuelo del Rey       |      |
| 12042                                                                                  | Ctra. M-219 - Residencia Tercera Edad      | 261                                         |                    | Pozuelo del Rey       |      |
| 09737                                                                                  | Ctra. M-219 - Urb. Eurovillas              | 260 261                                     |                    | Nuevo Baztán          |      |
| 09159                                                                                  | Comunidad Europea - Urb. Eurovillas        | 261                                         |                    | Nuevo Baztán          |      |
| 09158                                                                                  | Comunidad Europea - Av. Luxemburgo         | 261                                         |                    | Nuevo Baztán          |      |
| 09740                                                                                  | Ronda Mánchester - Ronda Hispanoamericana  | 261                                         |                    | Nuevo Baztán          |      |
| 17718                                                                                  | Ronda Hispanoamericana - Comunidad Europea | 260 261                                     |                    | Nuevo Baztán          |      |
| 09741                                                                                  | Ronda Hispanoamericana - P.º Madrid        | 260 261                                     |                    | Nuevo Baztán          |      |
| 09742                                                                                  | Ronda Hispanoamericana - Nueve             | 260 261                                     |                    | Nuevo Baztán          |      |
| 19009                                                                                  | Ronda Hispanoamericana - Siete             | 260 261                                     |                    | Nuevo Baztán          |      |
| 09743                                                                                  | Ronda Hispanoamericana - Cinco             | 260 261                                     |                    | Nuevo Baztán          |      |
| 09744                                                                                  | Ronda Hispanoamericana - Casa Juventud     | 260 261                                     |                    | Nuevo Baztán          |      |
| 09772                                                                                  | Ctra. M-204 - Transformador                | 260 261                                     |                    | Nuevo Baztán          |      |
| Las expediciones que llegan a Villar del Olmo realizan las siguientes paradas          |                                            |                                             |                    |                       |      |
| 09745                                                                                  | Mayor - Pza. Villa                         | 260 261                                     |                    | Olmeda de las Fuentes |      |
| 17642                                                                                  | Mayor - Pintor Álvaro Delgado              | 260 261                                     |                    | Olmeda de las Fuentes |      |
| 09171                                                                                  | Pililla - Pza. José Antonio                | 260 261                                     |                    | Villar del Olmo       |      |
| La expedición que llega a la urbanización Monte Acebedo realiza las siguientes paradas |                                            |                                             |                    |                       |      |
| 09771                                                                                  | Ctra. M-204 - Urb. El Mirador de Baztán    | 260 261                                     |                    | Nuevo Baztán          |      |
| 12675                                                                                  | Av. Central - Cinco                        | 261                                         |                    | Nuevo Baztán          |      |
| 16731                                                                                  | C7 - C19                                   | 261                                         |                    | Nuevo Baztán          |      |

### Sentido Arganda del Rey
El recorrido de vuelta es igual al de ida pero en sentido contrario hasta salir de Pozuelo del Rey dirección Campo Real.
Desde Campo Real toma la Ctra. de Loeches, la Avenida de Arganda y la Carretera a Madrid para después alcanzar la Urbanización Montehermoso, en las afueras del núcleo urbano.
Al terminar el trayecto se dirige hacia Arganda, realizando paradas en las avenidas de Alcalá y Valdearganda, llegando a la Plaza del Progreso donde se desvía para continuar por la Avenida del Ejército, que recorrerá entera.
Continúa por la calle Santiago Apóstol para luego tomar la calle Peñón de Gibraltar, recorriéndola entera hasta la Avenida del Instituto. Sigue por la citada avenida hasta llegar a la rotonda con el cruce de la Ronda del Sur, donde termina su recorrido frente al Hospital.
| Código                                                                                     | Parada                                     | Común con                             | Conexión con Metro | Municipio             | Zona |
| ------------------------------------------------------------------------------------------ | ------------------------------------------ | ------------------------------------- | ------------------ | --------------------- | ---- |
| La expedición que comienza en la urbanización Monte Acebedo realiza las siguientes paradas |                                            |                                       |                    |                       |      |
| 16731                                                                                      | C7 - C19                                   | 261                                   |                    | Nuevo Baztán          |      |
| 12675                                                                                      | Av. Central - Cinco                        | 261                                   |                    | Nuevo Baztán          |      |
| 09770                                                                                      | Ctra. M-204 - Urb. El Mirador de Baztán    | 260 261                               |                    | Nuevo Baztán          |      |
| 09774                                                                                      | Trva. José Churriguera - Iglesia           | 260                                   |                    | Nuevo Baztán          |      |
| Las expediciones que comienzan en Villar del Olmo realizan las siguientes paradas          |                                            |                                       |                    |                       |      |
| 09171                                                                                      | Pililla - Pza. José Antonio                | 260 261                               |                    | Villar del Olmo       |      |
| 17641                                                                                      | Mayor - Pintor Álvaro Delgado              | 260 261                               |                    | Olmeda de las Fuentes |      |
| 09776                                                                                      | Pza. Villa - Mayor                         | 260 261                               |                    | Olmeda de las Fuentes |      |
| Paradas del recorrido normal                                                               |                                            |                                       |                    |                       |      |
| 09163                                                                                      | Ctra. M-204 - Colonia San Francisco        | 260 261                               |                    | Nuevo Baztán          |      |
| 06881                                                                                      | Ronda Hispanoamericana - Casa Juventud     | 260 261                               |                    | Nuevo Baztán          |      |
| 06880                                                                                      | Ronda Hispanoamericana - Cinco             | 260 261                               |                    | Nuevo Baztán          |      |
| 19008                                                                                      | Ronda Hispanoamericana - Siete             | 260 261                               |                    | Nuevo Baztán          |      |
| 09157                                                                                      | Ronda Hispanoamericana - Nueve             | 260 261                               |                    | Nuevo Baztán          |      |
| 06879                                                                                      | Ronda Hispanoamericana - P.º Madrid        | 260 261                               |                    | Nuevo Baztán          |      |
| 17719                                                                                      | Ronda Hispanoamericana - Comunidad Europea | 260 261                               |                    | Nuevo Baztán          |      |
| 06878                                                                                      | Ronda Mánchester - Ronda Hispanoamericana  | 261                                   |                    | Nuevo Baztán          |      |
| 09739                                                                                      | Comunidad Europea - Centro Comercial       | 261                                   |                    | Nuevo Baztán          |      |
| 09738                                                                                      | Nueve - Av. Bruselas                       | 261                                   |                    | Nuevo Baztán          |      |
| 09160                                                                                      | Ctra. M-219 - Urb. Las Villas              | 261                                   |                    | Nuevo Baztán          |      |
| 12043                                                                                      | Ctra. M-219 - Residencia Tercera Edad      | 261                                   |                    | Pozuelo del Rey       |      |
| 19186                                                                                      | Olmo - Acacia                              | 261                                   |                    | Pozuelo del Rey       |      |
| 09170                                                                                      | Real - Nueva                               | 261                                   |                    | Pozuelo del Rey       |      |
| 18792                                                                                      | Ctra. Villar del Olmo - Los Altos          | 313                                   |                    | Campo Real            |      |
| 09169                                                                                      | Pza. Mayor - Ayuntamiento                  | 313                                   |                    | Campo Real            |      |
| 09168                                                                                      | Gta. San Sebastián - Av. Arganda           | 313 320                               |                    | Campo Real            |      |
| 09167                                                                                      | Ctra. M-209 - Barrio de la Virgen          | 313 320                               |                    | Campo Real            |      |
| 09755                                                                                      | Ctra. M-209 - Urb. Montehermoso            | 313 320                               |                    | Campo Real            |      |
| 09751                                                                                      | Av. Alcalá de Henares - Urb. Los Villares  | 313 320 1                             |                    | Arganda del Rey       |      |
| 13015                                                                                      | Av. Valdearganda - Pza. Progreso           | 313 320 1                             |                    | Arganda del Rey       |      |
| 10633                                                                                      | Av. Ejército - Pol. Ind. San Sebastián     | 312 312A 320 322 330 350A 350B 350C 1 |                    | Arganda del Rey       |      |
| 07454                                                                                      | Av. Ejército - Vereda del Melero           | 312 312A 313 322 350A 350B 350C 1     | Arganda del Rey    | Arganda del Rey       |      |
| 07455                                                                                      | Av. Ejército - Pza. Bienvenida             | 312 312A 313 322 350A 350B 350C 1     |                    | Arganda del Rey       |      |
| 11298                                                                                      | Santiago Apóstol - San José                | 312 312A 1                            |                    | Arganda del Rey       |      |
| 11702                                                                                      | Peñón de Gibraltar - Antonio Machado       | 312 312A                              |                    | Arganda del Rey       |      |
| 13016                                                                                      | Peñón de Gibraltar - Perlita               | 312 312A                              |                    | Arganda del Rey       |      |
| 17489                                                                                      | Ronda Sur - Siete Vientos                  | 330 2 4                               |                    | Arganda del Rey       |      |
| 17490                                                                                      | Ronda Sur - Hospital del Sureste           | 313 322 330 350A 350B 350C 2 4        |                    | Arganda del Rey       |      |